# Õisu
Õisu är en ort i Estland. Den ligger i Halliste kommun och landskapet Viljandimaa, i den södra delen av landet, 150 km söder om huvudstaden Tallinn. Õisu ligger 75 meter över havet och antalet invånare är 351.
Terrängen runt Õisu är platt, och sluttar västerut. Runt Õisu är det glesbefolkat, med 12 invånare per kvadratkilometer. Närmaste större samhälle är Viljandi, 18,6 km norr om Õisu. I omgivningarna runt Õisu växer i huvudsak blandskog.